# Welcome to Your Show
Welcome to your show è il secondo album della serie Alex & Co., pubblicato il 9 dicembre 2016.

## Il disco
L'album è stato prodotto da Daniele Coro. I brani sono composti da diversi autori, quali Federica Camba, Daniele Coro ed Enrico Sibilla (Music Speaks, All The While, Unbelievable, We are one, Likewise, Incredibile, The Magic of Love e Welcome to your show) e Gaetano Cappa (Truth or Dare e Oh My Gloss!, quest'ultimo composto con Salvatore Iorio).
Nei mesi antecedenti alla pubblicazione dell'album, è stato pubblicato il singolo che ha anticipato l'uscita, ossia  Welcome to your show., pubblicato il 26 ottobre 2016 . L'album, oltre a contenere le canzoni delle prime due stagioni, contiene anche 4 nuove canzoni dalla terza stagione e 2 canzoni dalla colonna sonora del film Come diventare grandi nonostante i genitori (The strawberry place e I can see the stars) scritte, arrangiate e prodotte da Fabrizio Campanelli.

## Successo commerciale
Nel primo giorno di pubblicazione, riscuote già da subito un buon successo a livello nazionale, posizionandosi direttamente alla posizione #25 iTunes Italia, e alla posizione #1 Amazon Italia. Nella settimana 50 del 2016, l'album raggiunge la terza posizione della Classifica FIMI Compilation, stilata dalla Fimi.

## Tracce
1. Music Speaks, cantata da Leonardo Cecchi, Beatrice Vendramin, Eleonora Gaggero, Saul Nanni e Federico Russo
2. All The While, cantata da Leonardo Cecchi e Eleonora Gaggero
3. Unbelievable, cantata Leonardo Cecchi, Beatrice Vendramin, Eleonora Gaggero, Saul Nanni e Federico Russo
4. Truth or Dare, cantata da Leonardo Cecchi, Beatrice Vendramin, Eleonora Gaggero, Saul Nanni e Federico Russo
5. We are one, cantata da Leonardo Cecchi, Beatrice Vendramin, Eleonora Gaggero, Saul Nanni e Federico Russo
6. Likewise, cantata da Giulia Guerrini e Federico Russo
7. Oh My Gloss!, cantata da Lucrezia Roberta di Michele, Giulia Guerrini e Asia Corvino
8. Incredibile (versione italiana del brano Unbelievable), cantata da Leonardo Cecchi e Beatrice Vendramin
9. Music Speaks Remix, cantata da Leonardo Cecchi, Beatrice Vendramin, Eleonora Gaggero, Saul Nanni e Federico Russo
10. I Am Nobody, cantata da Leonardo Cecchi
11. Welcome to Your Show, cantata da Leonardo Cecchi, Beatrice Vendramin, Eleonora Gaggero, Saul Nanni e Federico Russo
12. So Far Yet so Close, cantata da Beatrice Vendramin e Riccardo Alemanni
13. The Magic of Love, cantata da Leonardo Cecchi
14. I Can See the Stars, cantata da Leonardo Cecchi
15. The Strawberry Place, cantata da Leonardo Cecchi